# Station Abbeville
Station Abbeville is een spoorwegstation op 800 m van het centrum van de Franse gemeente Abbeville.
Dit station behoort toe aan de SNCF ligt op 6 m hoogte en op kilometer 175,953 van de lijn Longueau - Boulogne-Ville. Het is tevens het beginpunt van de aftakking Abbeville - Eu. Het was vroeger ook het eindpunt van de lijn Fives - Abbeville, tot het gedeelte tussen Saint-Pol-sur-Ternoise en Abbeville werd opgeheven.

## Treindienst

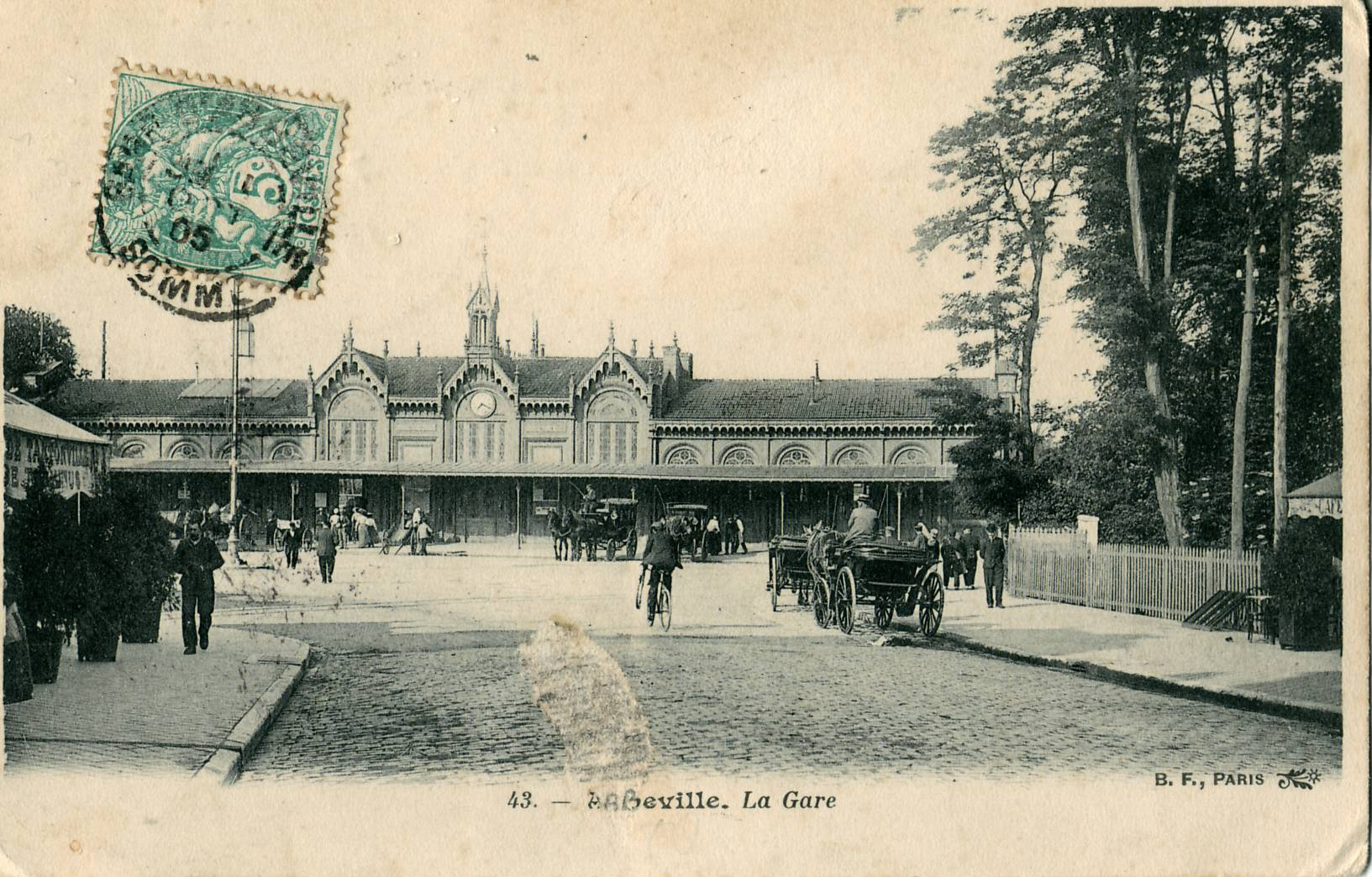
Station Abbeville begin 20e eeuw

| Serie | Treinsoort | Route                                                                      | Bijzonderheden |
| ----- | ---------- | -------------------------------------------------------------------------- | -------------- |
| K 16  | TER (SNCF) | Paris-Nord – Longueau – Amiens – Abbeville – Boulogne-Ville – Calais-Ville |                |
| K 21  | TER (SNCF) | Amiens – Abbeville – Boulogne-Ville – Calais-Ville                         |                |
| P 21  | TER (SNCF) | Albert – Amiens – Saint-Roch – Abbeville                                   |                |